# 太平天国听王府
太平天国听王府位于中国浙江省杭州市上城区小营巷58号及61号（原范围包括小营巷62号和龙骧里3号，已于旧城改造中拆除，另一说包含马市街92号），现为民居。该建筑建于清道光年间，原为顾鸾之宅第，自咸丰十一年十二月至十四年三月（1861-1864），太平天国听王陈炳文镇守杭州时将其作为最高指挥部，即听王府。其中61号现存二层门楼及后部左右厢楼，门楼面阔三间，厢楼面阔一间。1958年1月5日，毛泽东在小营巷视察卫生情况时曾到过此地。